# Јабучна кост
Јабучна кост (лат. os zygomaticum) је парна кост лица, која проузрокује на горњем делу лица карактеристично испупчење звано јагодица или јабучица. Припада типу неправилних костију и на њој се описују три стране, три ивице и два наставка.
Спољашња страна (лат. facies lateralis) је у целости испупчена и локализована је непосредно испод коже. На њој се налази једноструки или двоструки отвор, кроз који пролази грана јабучног живца. Задња или слепоочна страна (лат. facies temporalis) се зглобљава са горњом вилицом и учествује у изградњи слепочне и подслепочне јаме. На њој се такође налази отвор, кроз који излази истоимена грана јабучног живца. Унутрашња или орбитална страна (лат. facies orbitalis) је глатка и удубљена, и чини део зида очне дупље. На њој се налази зигоматико-орбитални отвор (лат. foramen zygomaticoorbitale).
Предње-горња ивица је заобљена и учествује у изградњи ивице отвора очне дупље. Задње-горња ивица има облик латиничног слова S и на њој се причвршћује фасција слепоочног мишића. Задње-доња ивица је храпава и на њу се припаја масетерични мишић. Задње-унутрашња ивица је назупчена и спаја се са клинастом кости и горњом вилицом.
Чеони наставак јабучне кости (лат. processus frontalis) се зглобљава са наставком чеоне кости, а такође и са клинастом кости. Слепоочни наставак (лат. processus temporalis) се спаја са јабучним наставком слепоочне кости и тако образује јабучни лук који је поткожан.
Кроз јабучну кост пролази истоимени канал (лат. canalis zygomaticus), који има облик слова Y и кроз њега пролази јабучни живац. Канал почиње зигоматико-орбиталним отвором и после краћег пута се дели на две гране, које се отварају на спољашњој и слепоочној страни кости.